# إجهاد مستوي
في ميكانيكا الأوساط المتصلة، يقال إن المادة تخضع لإجهادٍ مستوٍ إذا كان شعاع الإجهاد معدومًا في مستوٍ ما. عندما يحدث هذا الوضع في عنصر كامل ما من هيكل، كما هو الحال في الصفائح الرقيقة، يبسط تحليل الإجهاد بشكل كبير، إذ يمكن تمثيل حالة الإجهاد بموتر ذي بعدين (يمثل بمصفوفة أبعادها 2×2 بدل 3×3). ملاحظة: غالبًا ما يمكن تطبيق الإجهاد المستوي على العناصر ذات السماكات الكبيرة.
يحدث الإجهاد المستوي عادةً في الصفائح الرقيقة المسطحة التي تؤثر عليها قوى حمولات موازية لها. في بعض الحالات، يمكن افتراض أن صفيحة رقيقة قليلة الانحناء تمتلك إجهادًا مستويًا لغرض تحليل الإجهادات. هذه حالة الأسطوانة رقيقة الجدران المملوءة بالسائل المضغوط على سبيل المثال. في هكذا حالات، عناصر الإجهادات العمودية على الصفيحة مهملة بالمقارنة مع الإجهادات الموازية لها.
ولكن في حالات أخرى فإن إجهاد الانحناء للصفيحة الرقيقة لا يمكن إهماله. يظل بالإمكان تبسيط التحليل عن طريق استخدام مجال ثنائي الأبعاد، ولكن موتر الإجهاد في كل نقطة يجب إكماله بعلاقات تعبر عن الانحناء.

## التعريف الرياضي
رياضيًّا، يكون الإجهاد في نقطة ما من المادة إجهادًا مستويًا إذا كان أحد الإجهادات الرئيسية الثلاثة (القيم الذاتي لموتر كوشي للإجهادات) معدومًا. أي أن هناك نظام إحداثيات ديكارتي يكون لموتر الإجهاد فيه الشكل التالي:
{\displaystyle \sigma ={\begin{bmatrix}\sigma _{11}&0&0\\0&\sigma _{22}&0\\0&0&0\end{bmatrix}}\equiv {\begin{bmatrix}\sigma _{x}&0&0\\0&\sigma _{y}&0\\0&0&0\end{bmatrix}}}
على سبيل المثال، بأخذ جزء متوازي مستطيلات من مادة بأبعاد 10، و40، و5 سم على المحاور الإحداثية x، وy، وz على التتالي، يُشد في الاتجاه x ويُضغط في الاتجاه y، بمزدوجتي القوى المتعاكسة ذاتي الشدتين 10 نيوتن و20 نيوتن على الترتيب، موزعة بشكل منتظم على الأوجه المقابلة. يكون موتر الإجهادات داخل متوازي المستطيلات:
{\displaystyle \sigma ={\begin{bmatrix}500\mathrm {Pa} &0&0\\0&-4000\mathrm {Pa} &0\\0&0&0\end{bmatrix}}}
بشكل عام، إذا اخترنا أول محوري إحداثيات بشكل عشوائي ولكن بحيث يكونان متعامدين على اتجاه الإجهاد الصفري (المعدوم)، يكون لموتر الإجهادات الشكل التالي:
{\displaystyle \sigma ={\begin{bmatrix}\sigma _{11}&\sigma _{12}&0\\\sigma _{21}&\sigma _{22}&0\\0&0&0\end{bmatrix}}\equiv {\begin{bmatrix}\sigma _{x}&\tau _{xy}&0\\\tau _{yx}&\sigma _{y}&0\\0&0&0\end{bmatrix}}}
ويمكن بالتالي تمثيله بمصفوفة 2×2 من الشكل:
{\displaystyle \sigma _{ij}={\begin{bmatrix}\sigma _{11}&\sigma _{12}\\\sigma _{21}&\sigma _{22}\end{bmatrix}}\equiv {\begin{bmatrix}\sigma _{x}&\tau _{xy}\\\tau _{yx}&\sigma _{y}\end{bmatrix}}}

## الإجهاد المستوي في سطوح منحنية
في حالات معينة، يمكن استخدام نموذج الإجهاد المستوي في دراسة وتحليل الأسطح قليلة الانحناء. مثلًا: لنأخذ أسطوانة رقيقة الجدران تخضع لحمل محوري انضغاطي موزع بشكل منتظم على حوافها، ومملوءة بسائل مضغوط. يولد الضغط الداخلي إجهادًا أسطوانيًّا على الجدار، وإجهاد شد ناظمي موجه بشكل عمودي على محور الأسطوانة ومماس لسطحها. يمكن تصور بسط الأسطوانة وتحليلها وكأنها صفيحة مستطيلة رقيقة مسطحة تخضع لحمل شد باتجاه وحمل ضغط في اتجاه آخر، وكلاهما موازٍ للصفيحة.

## انفعال المستوي
إذا كان بعد ما كبيرًا جدًّا بالمقارنة مع الأبعاد الأخرة، فإن الانفعال الرئيسي في اتجاه البعد الأكبر محدود ويمكن اعتباره معدومًا، ما ينتج حالة انفعال مستوٍ. في هذه الحالة، رغم كون كل الإجهادات الرئيسية غير صفرية، فإن الإجهاد الرئيسي في اتجاه البعد الأكبر يمكن إهماله في الحسابات، ما يسمح بإجراء تحليل ثنائي الأبعاد للإجهادات، مثلًا: سد مدروس عند مقطع عرضي محمل بالخزان.
موتر الانفعال الموافق:
{\displaystyle \varepsilon _{ij}={\begin{bmatrix}\varepsilon _{11}&\varepsilon _{12}&0\\\varepsilon _{21}&\varepsilon _{22}&0\\0&0&\varepsilon _{33}\end{bmatrix}}\,\!}
حيث {\displaystyle \varepsilon _{33}\,\!}غير الصفرية تنشأ من أثر بواسون. يمكن إزالة الحد المعبر عن الانفعال مؤقتًا من تحليل الإجهادات لترك الحدود داخل المستوي فقط، ما يؤدي لتقليص الدراسة بشكل فعال لبعدين فقط.